# 1971
1971 (MCMLXXI) a fost un an obișnuit al calendarului gregorian care a început într-o zi de vineri.

## Evenimente

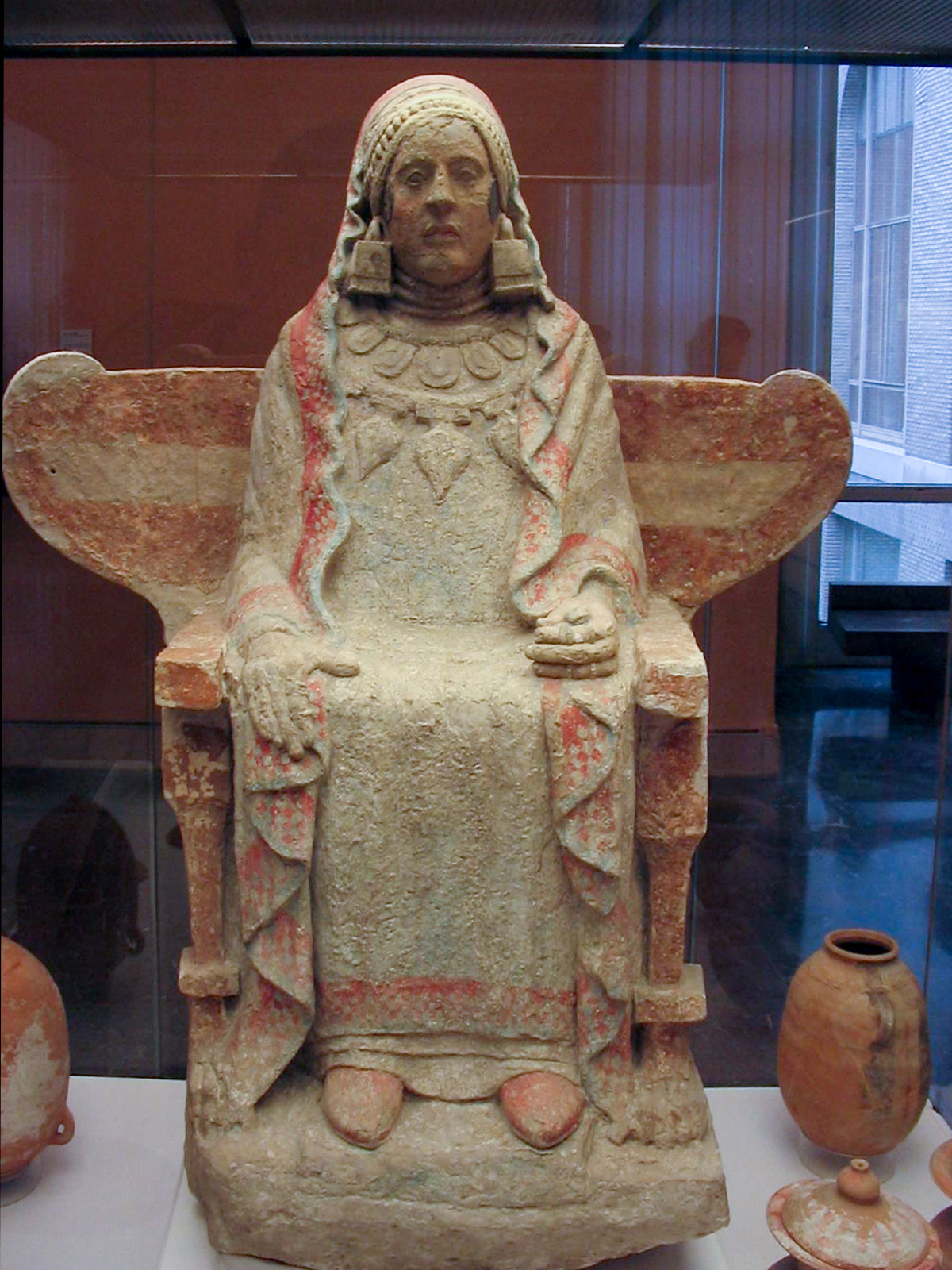
22 iulie: Femeia de la Baza

### Ianuarie
- 31 ianuarie: Are loc lansarea navei spațiale americane Apollo 14.

### Februarie
- 2 februarie: Idi Amin a devenit președinte al Ugandei.
- 4 februarie: NASDAQ (National Association of Securities Dealers Automated Quotation). Piață americană pentru titlurile de valoare tranzacționate fără intermediar.
- 5 februarie: Aselenizarea navei cosmice americane Apollo 14.
- 7 februarie: Femeile și-au câștigat dreptul de vot în Elveția.

### Martie
- 26 martie: Pakistanul de Est (azi Bangladesh) și-a proclamat independența.

### Aprilie
- 19 aprilie: Sierra Leone devine republică.
- 24 aprilie: La Washington, D.C., 500.000 de oameni și 125.000 la San Francisco, protestează împotriva războiului din Vietnam.
- 25 aprilie: Todor Jivkov este reales ca lider al Partidului Comunist Bulgar.

### Iunie
- 1 iunie: Începe vizita de stat de 9 zile a lui Nicolae Ceaușescu în China (1-9 iunie). Discuții cu președintele Mao Zedong, cu premierul Ciu En Lai și cu Hua Guofeng, al 2-lea președinte al Partidului Comunist Chinez.
- 6 iunie: A fost lansată nava Soyuz-11, prima navă cosmică de transport, într-o misiune ce a durat 23 de zile, 17 ore și 40 minute.
- 9 iunie: Începe vizita de stat a lui Nicolae Ceaușescu în Republica Populară Democrată Coreeană (9-15 iunie).
- 15 iunie: Începe vizita de stat a lui Nicolae Ceaușescu în Republica Democrată Vietnam (15-19 iunie).
- 21 iunie: Începe vizita de stat a lui Nicolae Ceaușescu în Republica Populară Mongolă (21-24 iunie).
- 29 iunie: Toți cei trei membri ai echipajului Soyuz-11, Georgi Dobrovolski, Viktor Patsayev și Vladislav Volkov, au murit la aterizare în urma unei depresurizări.

### Iulie
- 9 iulie: Marea Britanie mărește la 11.000 numărul soldaților staționați în Irlanda de Nord.
- 22 iulie: Descoperirea „Femeii de la Baza”, o statuetă din piatră din secolul IV î.Hr. în necropola orașului Baza din provincia Granada, Spania.

### August
- 15 august: Numărul soldaților britanici staționați în Irlanda de Nord a ajuns la 12.500.
- 15 august: Președintele american, Richard Nixon, și-a anunțat Noua Politică Economică, un program „pentru a crea o nouă prosperitate fără război”. Cunoscută colocvial ca „șocul Nixon”, inițiativa a marcat începutul sfârșitului sistemului Bretton Woods de rate de schimb fixe (ce constituia conversia dolarilor americani în aur) instituit la sfârșitul celui de-al Doilea Război Mondial.

### Octombrie
- 25 octombrie: Oficialitățile ONU au acceptat China ca membru și au declarat statul Taiwan independent de această țară.
- 28 octombrie: Marea Britanie devine a 6-a națiune care lansează un satelit pe orbită, Prospero X-3, din zona Australiei.
- 30 octombrie: Accidentul ecologic de la Certej, România, au murit 89 de persoane și 76 au fost rănite.

### Decembrie
- 2 decembrie: Land Rover-ul Mars-3 atinge suprafața planetei Marte. Acesta reușește să transmită timp de câteva secunde date.
- 17 decembrie: Marea Adunare Națională adoptă Legea nr. 24, a cetățeniei române, care prevedea pierderea cetățeniei române de către cei care pleacă din țară în mod clandestin sau fraudulos și de către cei care, aflându-se în străinătate, se fac vinovați de „fapte ostile".
- 21 decembrie: A fost creată organizația umanitară "Medici fără frontiere" (Medecines sans frontieres/MSF); organizația non-guvernamentală (ONG) are ca scop acordarea de ajutor medical în situații de urgență care intervin în urma unui război sau a unei catastrofe naturale.

### Nedatate
- iulie: „Tezele din iulie" a început cu așa-numita „minirevoluție culturală", adică îndreptarea României spre modelul chinez.

## Arte, știință, literatură și filozofie
- 23 aprilie: Rolling Stones lansează albumul Sticky Fingers.
- 8 noiembrie: Trupa britanică Led Zeppelin își lansează al patrulea album, care include una dintre cele mai cunoscute piese, Stairway to Heaven.
- Ioan Chezan înființează prima școală de muzică din județul Sălaj și creează formația corală camerală a Clubului tineretului din Zalău (în prezent Camerata Academica Porolissensis).
- Michel Foucault publică Ordinea discursului.
- Mircea Eliade publică la Paris eseul La nostalgie des origines.

## Nașteri

### Ianuarie
- 1 ianuarie: Erkan Petekkaya, actor turc
- 2 ianuarie: Taye Diggs, actor american
- 7 ianuarie: Jeremy Renner, actor american
- 8 ianuarie: Pascal Zuberbühler, fotbalist elvețian (portar)
- 11 ianuarie: Mary Jane Blige, cântăreață americană
- 11 ianuarie: Olesea Smarovoz, pictoriță ucraineană
- 14 ianuarie: Antonios Nikopolidis, fotbalist grec (portar)
- 18 ianuarie: Christian Fittipaldi, pilot brazilian de Formula 1
- 21 ianuarie: Ioan Nasleu, politician român
- 23 ianuarie: Robert Lazu, scriitor român
- 25 ianuarie: Luca Badoer, pilot italian de Formula 1
- 26 ianuarie: Dorian Gregory, actor american
- 30 ianuarie: Lee Seo Jin, actor sud-coreean
- 30 ianuarie: Viesturs Kairišs, director lituanian
- 31 ianuarie: Lee Young Ae, actriță sud-coreeană

### Februarie
- 1 februarie: Marcelinho Carioca, fotbalist brazilian
- 1 februarie: Michael Carlyle Hall, actor american
- 4 februarie: Tatiana Potîng, politiciană din R. Moldova
- 6 februarie: Brian Stepanek, actor american
- 7 februarie: Stanislav Belkovski, politolog rus
- 9 februarie: Igor Ursenco, critic literar român
- 10 februarie: Efim Moțpan, atlet din R. Moldova
- 13 februarie: Tommy Dreamer, wrestler american
- 14 februarie: Nelson Frazier Jr., wrestler american (d. 2014)
- 14 februarie: Gheorghe Mureșan (Gheorghe Dumitru Mureșan), jucător român de baschet
- 15 februarie: Renee O'Connor (n. Lucille Frances Ryan), actriță americană
- 17 februarie: Ionel Fulga, fotbalist român
- 19 februarie: Mihail Barbulat, politician din R. Moldova
- 20 februarie: Virgil Ianțu, jurnalist român
- 20 februarie: Jari Litmanen (Jari Olavi Litmanen), fotbalist finlandez
- 20 februarie: Nicolaie-Sebastian-Valentin Radu, politician român (d.2020)
- 22 februarie: Arnon Grünberg, scriitor neerlandez
- 23 februarie: Dan Negru, moderator TV român
- 24 februarie: Flavius-Luigi Măduța, politician român
- 24 februarie: Alexandru Tănase, jurist și politician din Republica Moldova
- 25 februarie: Andaluzia Luca, politiciană română
- 25 februarie: Daniel Powter, muzician canadian
- 26 februarie: Hélène Ségara, cântăreață franceză

### Martie
- 2 martie: Norbert Hofer, politician austriac
- 2 martie: Carmen Șerban, cântăreață română
- 7 martie: Peter Sarsgaard, actor american
- 10 martie: Eugenia Golea, sportivă română (gimnastică artistică)
- 11 martie: Cristina-Ionela Iurișniți, politician român
- 13 martie: Berrit Arnold, actriță germană
- 15 martie: Constanța Burcică, canotoare română
- 15 martie: Marius Lazurca, diplomat român
- 18 martie: Victor Său, politician din R. Moldova
- 22 martie: Keegan-Michael Key, actor american
- 23 martie: Leszek Możdżer, muzician polonez
- 24 martie: Albrecht Behmel, istoric, scriitor german
- 26 martie: Liviu Ciobotariu, fotbalist român
- 26 martie: Francis Lawrence, regizor american
- 27 martie: Victor Bodiu, economist din R. Moldova
- 27 martie: David Coulthard, pilot britanic de Formula 1
- 29 martie: Attila Csihar, muzician maghiar (Mayhem)
- 30 martie: Elena Jemaeva, scrimeră azeră
- 30 martie: Thede Kahl, istoric austriac
- 30 martie: Manuel Medina, boxer mexican
- 31 martie: Ewan McGregor, actor britanic
- 31 martie: Cristian Petrescu, politician român

### Aprilie
- 1 aprilie: Shinji Nakano, pilot japonez de Formula 1
- 2 aprilie: Francisco Arce, fotbalist paraguayan
- 2 aprilie: Edmundo Alves de Souza Neto (aka Edmundo), fotbalist brazilian (atacant)
- 2 aprilie: Dener (Dener Augusto de Sousa), fotbalist brazilian (atacant), (d. 1994)
- 3 aprilie: Gabriel Vlase, politician român
- 6 aprilie: Sergiu Palihovici, politician din R. Moldova
- 7 aprilie: Guillaume Depardieu, actor francez (d. 2008)
- 9 aprilie: Jacques Villeneuve, pilot canadian de Formula 1
- 9 aprilie: Kim Young-ho, scrimer sud-coreean
- 11 aprilie: Oliver Riedel, muzician german (Rammstein)
- 13 aprilie: Roman Burțev, criminal și pedofil rus (d.2024)
- 16 aprilie: Selena Quintanilla-Pérez, cântăreață, compozitoare, actriță și designer de modă de etnie mexicano-americană (d. 1995)
- 18 aprilie: Jens Holm, politician suedez
- 18 aprilie: David Tennant (n. David John McDonald), actor britanic
- 19 aprilie: Luminița Dobrescu, sportivă română (înot)
- 19 aprilie: Gad Elmaleh, actor francez
- 21 aprilie: Jule Ronstedt, actriță germană
- 23 aprilie: Lorena Bogza, jurnalistă română
- 24 aprilie: Dorian Boguță, actor din R. Moldova
- 26 aprilie: Ciprian Dobre, politician român
- 29 aprilie: Claudiu Vasile Răcuci, politician român

### Mai
- 3 mai: Douglas Carswell, politician britanic
- 4 mai: Leonid Sluțki, fotbalist rus (portar)
- 7 mai: Thomas Piketty, economist francez
- 8 mai: Roman Sklyar, politician și economist kazah, prim-viceprim-ministru, prim-ministru interimar al Kazahstanului (februarie 2024)
- 9 mai: Paul McGuigan, chitarist britanic (Oasis)
- 10 mai: Tomasz Wałdoch (Tomasz Wojciech Wałdoch), fotbalist polonez
- 11 mai: Nicoleta Pauliuc, politiciană română
- 13 mai: Teofil Roman, episcop român
- 16 mai: Constantin Barbu, fotbalist român
- 17 mai: Mihai Culeafă, politician român
- 17 mai: Prințesa Máxima a Țărilor de Jos, soția lui Willem-Alexander, Prinț de Orania
- 18 mai: Dan Sorin Mihalache, politician român
- 24 mai: Cristian Presură, fizician român
- 25 mai: Marco Cappato, politician italian
- 26 mai: Matt Stone, scenarist, producător, artist vocal, muzician și actor american
- 27 mai: Paul Bettany, actor britanic
- 27 mai: Kaur Kender, scriitor estonian

### Iunie
- 1 iunie: Monica Anghel, cântăreață și actriță română
- 3 iunie: Luigi Di Biagio, fotbalist italian
- 4 iunie: Zvonimir Jurić, regizor de film, croat
- 4 iunie: Tony McCarroll, muzician britanic
- 8 iunie: Radu Muntean, regizor român
- 10 iunie: Giusto Catania, politician italian
- 10 iunie: Tadashi Nakamura, fotbalist japonez
- 11 iunie: Vladimir Gaidamașciuc, fotbalist din R. Moldova
- 12 iunie: Victoria Lepădatu, canotoare română
- 14 iunie: Stig Håkan Mild, fotbalist suedez
- 16 iunie: Tupac Shakur (n. Lesane Parish Crooks Crooks), rapper și actor american (d. 1996)
- 20 iunie: Oana Cuzino, jurnalistă română
- 20 iunie: Josh Lucas (Joshua Lucas Easy Dent Maurer), actor american
- 21 iunie: Nonna Grișaeva, actriță rusă
- 21 iunie: Faryd Mondragón (Faryd Camilo Mondragón Alí), fotbalist columbian (portar)
- 21 iunie: Zsolt Nagy, politician român
- 21 iunie: Anette Olzon, cântăreață suedeză
- 24 iunie: Dyab Abou Jahjah, artist belgian
- 24 iunie: Ji Jin-hee, actor sud-coreean
- 24 iunie: Christopher Showerman, actor american
- 25 iunie: Patrick Sensburg, politician german
- 26 iunie: Kartika Liotard, politiciană neerlandez (d.2020)
- 27 iunie: Sergio Claudio dos Santos (aka Serginho), fotbalist brazilian
- 28 iunie: Fabien Barthez (Fabien Alain Barthez), fotbalist francez (portar)
- 28 iunie: Elon Reeve Musk, antreprenor și inventator sud-african
- 29 iunie: Pavel Liška, actor ceh
- 30 iunie: Marian Zlotea, politician român

### Iulie
- 1 iulie: Missy Elliott (Melissa Arnette Elliott), muziciană americană
- 2 iulie: Georgeta Voinovan, cantautoare din Republica Moldova
- 3 iulie: Benedict Wong, actor britanic
- 8 iulie: Adrian Falub, fotbalist român
- 13 iulie: Murilo Benício, actor brazilian
- 14 iulie: Howard Webb, arbitru de fotbal, britanic
- 17 iulie: Ionuț Fulea, interpret de muzică populară din Transilvania
- 19 iulie: Naoki Soma, fotbalist japonez
- 20 iulie: Sandra Oh, actriță canadiană
- 22 iulie: Mihail Kavelașvili, politician georgian și fost fotbalist profesionist, președinte al Georgiei
- 23 iulie: Mohsin Hamid, scriitor pakistanez
- 23 iulie: Alison Krauss, cântăreață și compozitoare americană de bluegrass și muzică country
- 24 iulie: Liana Stanciu, jurnalistă română
- 25 iulie: Aleš Križan, fotbalist sloven
- 28 iulie: Abu Bakr al-Bagdadi, membru al-Qaeda în Iraq (d. 2019)
- 31 iulie: Tiberiu Nițu, jurist român

### August
- 3 august: Kazuaki Tasaka, fotbalist japonez
- 6 august: Merrin Dungey, actriță americană
- 7 august: Cristina-Elena Dinu, politician român
- 7 august: Mihaela Sîrbu, actriță română
- 10 august: Fábio Assunção, actor brazilian
- 10 august: Roy Maurice Keane, fotbalist irlandez
- 10 august: Rüdiger Klink, actor german
- 11 august: Lidija Dimkovska, scriitoare macedoneană
- 12 august: Pete Sampras (Peter Sampras), jucător american de tenis
- 12 august: Eugen Teodorovici, politician român
- 13 august: Moritz Bleibtreu, actor german
- 14 august: Raoul Bova, actor italian
- 19 august: João Manuel Vieira Pinto, fotbalist portughez (atacant)
- 22 august: Richard Armitage, actor britanic
- 25 august: Vaja Tarhnișvili, fotbalist georgian
- 29 august: Iulică Ruican, canotor român

### Septembrie
- 1 septembrie: Mihai Chirica, politician român, primar al Iașului (din 2016)
- 1 septembrie: Daniel Hannan, politician britanic
- 1 septembrie: Hakan Șükür, fotbalist turc (atacant)
- 1 septembrie: Ivan Trevejo, scrimer francez de etnie cubaneză
- 5 septembrie: Will Hunt, muzician american
- 6 septembrie: Mary Amiri, prezentatoare de televiziune, germană
- 6 septembrie: Florian Dorel Bodog, politician român
- 6 septembrie: Dolores O'Riordan, cântăreață irlandeză (d. 2018)
- 7 septembrie: Kjersti Grini, handbalistă norvegiană
- 7 septembrie: Caroline Peters, actriță germană
- 8 septembrie: Cornel Milan, scrimer român
- 11 septembrie: Nicoleta Grasu, atletă română
- 12 septembrie: Daniel Movilă, fotbalist român
- 12 septembrie: Gigel Știrbu, politician român
- 13 septembrie: Ezio Bosso, compozitor italian, muzician clasic și dirijor (d. 2020)
- 13 septembrie: Goran Ivanišević, jucător croat de tenis
- 13 septembrie: Radu Sabo, fotbalist român
- 13 septembrie: Alexandru Tudor, arbitru de fotbal român
- 15 septembrie: Alexandru Dedu, handbalist român
- 16 septembrie: Amy Poehler, actriță americană
- 17 septembrie: Edílson (Edílson da Silva Ferreira), fotbalist brazilian (atacant)
- 18 septembrie: Lance Armstrong, ciclist american
- 18 septembrie: Jada Koren Pinkett Smith, actriță americană
- 20 septembrie: Henrik Larsson (Henrik Edward Larsson), fotbalist suedez (atacant)
- 21 septembrie: Alfonso Ribeiro, actor american
- 26 septembrie: Alexandra Dobolyi, politiciană maghiară
- 26 septembrie: Mike Paradinas, muzician britanic
- 27 septembrie: Caco Ciocler (Carlos Alberto Ciocler), actor brazilian
- 27 septembrie: Oleg Garizan, politician din R. Moldova
- 30 septembrie: Stephane Christophe Bride, economist francez
- 30 septembrie: Giancarlo Judica Cordiglia, actor italian

### Octombrie
- 3 octombrie: Valentina Fătu, actriță română
- 4 octombrie: Friderika Bayer, cântăreață maghiară
- 4 octombrie: Toshiya Fujita, fotbalist japonez
- 5 octombrie: Cristian Albeanu, fotbalist român (atacant)
- 5 octombrie: Adrian Baldovin, fotbalist român
- 6 octombrie: Vadîm Hutțait, scrimer și antrenor ucrainean
- 7 octombrie: Liviu-Ioan Balint, politician român
- 8 octombrie: Victor Osipov, politician din R. Moldova
- 12 octombrie: Ionel Tersinio Gane, fotbalist român (atacant)
- 13 octombrie: Sacha Baron Cohen, actor, scenarist, producător și regizor de film, englez
- 14 octombrie: Jorge Costa (Jorge Paulo Costa Almeida), fotbalist portughez
- 15 octombrie: Andrew Alexander Cole, fotbalist englez (atacant)
- 15 octombrie: Niko Kovač, fotbalist croat
- 16 octombrie: Michael von der Heide, cântăreț elvețian
- 16 octombrie: Popi Malliotaki, cântăreață greacă
- 16 octombrie: Ondřej Sokol, actor ceh
- 20 octombrie: Snoop Dogg (n. Calvin Cordozar Broadus, Jr.), rapper, cântăreț, producător muzical, compozitor și actor american
- 29 octombrie: Ben Foster (Benjamin A. Foster), actor american
- 29 octombrie: Bogdan Olteanu, politician român
- 29 octombrie: Winona Ryder (n. Winona Laura Horowitz), actriță americană
- 30 octombrie: Anca Puiu, producătoare de film, română

### Noiembrie
- 4 noiembrie: Andrew Noymer, astronom american
- 5 noiembrie: Jonny Greenwood, muzician britanic
- 6 noiembrie: Laura Flessel-Colovic, scrimeră franceză
- 6 noiembrie: Luminița Dinu-Huțupan, handbalistă română
- 7 noiembrie: Constantin Dumitriu, politician român
- 10 noiembrie: Leif Magnus Johansson, fotbalist suedez
- 11 noiembrie: David DeLuise, actor american
- 12 noiembrie: Chen Guangcheng, avocat chinez
- 14 noiembrie: Chloe, acțriță porno
- 14 noiembrie: Alix Didier Fils-Aimé, om de afaceri și om politic haitian, prim-ministru
- 15 noiembrie: Victoria Longher, politician român
- 16 noiembrie: Alexandr Popov, înotător rus
- 16 noiembrie: Laurent Wolf, DJ și producător francez de muzică electro-house
- 19 noiembrie: Toshihiro Yamaguchi, fotbalist japonez
- 21 noiembrie: Serghei Belous, fotbalist din R. Moldova
- 21 noiembrie: Mette Klit, handbalistă și antrenoare daneză
- 23 noiembrie: Chris Hardwick (Christopher Ryan Hardwick), comedian, actor, prezentator de televiziune, scriitor și cântăreț american
- 25 noiembrie: Christina Applegate, actriță americană
- 26 noiembrie: Robert Cazanciuc, politician român
- 26 noiembrie: Akira Narahashi, fotbalist japonez
- 26 noiembrie: Liliana Palihovici, politiciană din R. Moldova
- 27 noiembrie: Victoria Lungu, cântăreață din R. Moldova
- 28 noiembrie: Fenriz (n. Gylve Nagell), muzician norvegian
- 28 noiembrie: Siminica Mirea, politician român
- 29 noiembrie: Daniela Nane, actriță română
- 30 noiembrie: Emil-Marius Pașcan, politician român
- 30 noiembrie: Aden Young, actor australian

### Decembrie
- 1 decembrie: Vasile Bîtca, politician din R. Moldova
- 2 decembrie: Francesco Toldo, fotbalist italian (portar)
- 3 decembrie: Aura (Aurica Cotelnic), cântăreață din R. Moldova
- 5 decembrie: Karl-Theodor zu Guttenberg, politician german
- 12 decembrie: Tiberiu Csik, fotbalist român
- 14 decembrie: Zhai Chao, handbalistă chineză
- 15 decembrie: Octavian Grama, politician din R. Moldova
- 15 decembrie: Clint Lowery, muzician american
- 18 decembrie: Gheorghe Ifrim, actor român de film și teatru
- 18 decembrie: Arantxa Sánchez Vicario, jucătoare spaniolă de tenis
- 23 decembrie: Corey Haim, actor canadian (d. 2010)
- 24 decembrie: Iorgos Alkeos, cântăreț grec
- 24 decembrie: Ricky Martin (n. Enrique Martín Morales), cântăreț portorican
- 25 decembrie: Dido (Florian Cloud de Bounevialle O'Malley Armstrong), cântăreață britanică
- 25 decembrie: Vladislav Borisovici Galkin, actor rus (d. 2010)
- 26 decembrie: Tatiana Nikolaevna Sorokko, fotomodel rus
- 27 decembrie: Duncan Cowan Ferguson, fotbalist scoțian (atacant)
- 28 decembrie: Cristina Dogaru, handbalistă română
- 29 decembrie: Jens Niclas Alexandersson, fotbalist suedez
- 30 decembrie: Chris Vance (George Christopher Vance), actor britanic

## Decese
- 4 ianuarie: Ștefan Braborescu, 90 ani, actor român (n. 1880)
- 10 ianuarie: Coco Chanel (n. Gabrielle Bonheur Chanel), 87 ani, creatoare franceză de modă (n. 1883)
- 18 ianuarie: Karl Kurt Klein, 74 ani, teolog, filozof, scriitor de limba germană din România (n. 1897)
- 24 ianuarie: Hermann Matern, 77 ani, politician german (n. 1893)
- 27 ianuarie: Prințesa Adelaide de Schaumburg-Lippe, 95 ani, soția ultimului Duce de Saxa-Altenburg (n. 1875)
- 1 februarie: Serghei Bobrov, 81 ani, matematician rus (n. 1889)
- 10 februarie: Larry Burrows (Henry Frank Leslie Burrows), 44 ani, jurnalist britanic (n. 1926)
- 17 februarie: Miron Radu Paraschivescu, 60 ani, poet, publicist și traducător român (n. 1911)
- 25 februarie: Theodor Svedberg, 86 ani, chimist suedez, laureat al Premiului Nobel (n. 1884)
- 26 februarie: Fernandel  (n. Fernand Joseph Désiré Contandin), 67 ani, actor francez de film (n. 1903)
- 28 februarie: Paul de Kruif (Paul Henry de Kruif), 80 ani, scriitor și microbiolog din Statele Unite ale Americii (n. 1890)
- 4 martie: Constantin Cândea,  83 ani, profesor universitar doctor inginer în chimie, rectorul Universității Politehnica Timișoara (n. 1887)
- 9 martie: Ion I. Agârbiceanu, 64 ani, fizician român, membru corespondent al Academiei Române (n. 1907)
- 16 martie: Thomas E. Dewey (Thomas Edmund Dewey), 68 ani, politician american (n. 1902)
- 29 martie: Perpessicius (n. Dumitru S. Panaitescu), 79 ani, istoric și critic literar român (n. 1891)
- 31 martie: Marius Bunescu, 89 ani, pictor român (n. 1881)
- 6 aprilie: Igor Stravinski, 88 ani, compozitor și pianist rus (n. 1882)
- 8 aprilie: Fritz von Opel (n. Fritz Adam Hermann Opel), 71 ani, inginer german (n. 1899)
- 9 aprilie: André Cavens, 58 ani, regizor de film, belgian (n. 1912)
- 11 aprilie: André Billy, 89 ani, scriitor francez (n. 1882)
- 12 aprilie: Wolfgang Krull, 71 ani, matematician german (n. 1899)
- 12 aprilie: Igor Tamm, 75 ani, fizician rus, laureat al Premiului Nobel (n. 1895)
- 13 aprilie: Constantin Brătescu, 79 ani, ofițer român (n. 1892)
- 15 aprilie: Simion Coman, 80 ani, ofițer român (n. 1890)
- 17 aprilie: Nicu Stănescu, 67 ani, violonist, interpret de muzică populară românească (n. 1903)
- 18 aprilie: Alexandru Lascarov–Moldovanu, 86 ani, scriitor român (n. 1885)
- 19 aprilie: Luigi Piotti, 57 ani, pilot italian de Formula 1 (n. 1913)
- 21 aprilie: Nicolae Bagdasar, 75 ani, filosof român (n. 1896)
- 3 mai: Alexandre Vialatte, 70 ani, scriitor francez (n. 1901)
- 10 mai: Mihail Jora, 80 ani, compozitor român (n. 1891)
- 17 mai: Alexe Dumitru, 35 ani, caiacist român (n. 1935)
- 21 mai: Dennis King (n. Dennis Prat), 73 ani, actor britanic (n. 1897)
- 15 iunie: Wendell Meredith Stanley, 66 ani, chimist american (n. 1904)
- 18 iunie: Thomas Gomez, 65 ani, actor american (n. 1905)
- 18 iunie: Paul Karrer, 82 ani, chimist elvețian de origine rusă (n. 1889)
- 22 iunie: Gheorghe Bujorean, 77 ani, botanist român (n. 1893)
- 29 iunie: Gheorghi Dobrovolski, 43 ani, astronaut sovietic (Soiuz 11), (n. 1928)
- 29 iunie: Viktor Pațaev, 38 ani, astronaut sovietic născut în Kazahstan (Soiuz 11), (n. 1933)
- 29 iunie: Vladislav Volkov, 35 ani, astronaut sovietic (Soiuz 11), (n. 1935)
- 1 iulie: William Lawrence Bragg, 81 ani, fizician australian, cel mai tânăr laureat al Premiului Nobel (n. 1890)
- 3 iulie: Jim Morrison (n. James Douglas Morrison), 27 ani, muzician și compozitor american (The Doors), (n. 1943)
- 4 iulie: Károly Weichelt, 65 ani, fotbalist român (portar), (n. 1906)
- 6 iulie: Louis Armstrong (Satchmo), 69 ani, muzician american (n. 1901)
- 10 iulie: Olga Sturdza, 86 ani, sculptoriță română (n. 1884)
- 19 iulie: M. H. Maxy (Max Hermann Maxy), 75 ani, artist român (n. 1895)
- 26 iulie: Theofil Sauciuc-Săveanu, 86 ani, istoric român (n. 1884)
- 17 august: Wilhelm List (Siegmund Wilhelm Walther Von List), 91 ani, ofițer german (n. 1880)
- 3 septembrie: Alexandru Borza, 84 ani, botanist român (n. 1887)
- 11 septembrie: Nikita Hrușciov, 76 ani, lider comunist sovietic (1953-1964), (n. 1894)
- 21 septembrie: Bernardo Houssay, 84 ani, medic argentinian laureat al Premiului Nobel (1947), (n. 1887)
- 23 septembrie: James Waddell Alexander II, 83 ani, matematician american (n. 1888)
- 1 octombrie: Maguba Sîrtlanova, 59 ani, femeie-pilot militar, Erou al Uniunii Sovietice (n. 1912)
- 3 octombrie: Lester Germer, 74 ani, fizician american (n. 1896)
- 3 octombrie: Adelheid de Habsburg-Lorena, 57 ani, fiica cea mare a împăratului Carol I al Austriei (n. 1914)
- 13 octombrie: János Kemény, 68 ani, scriitor maghiar (n. 1903)
- 23 octombrie: Ion Rîmaru, 25 ani, criminal în serie român (n. 1946)
- 27 octombrie: Andrei Scobioală, 87 ani, politician din R. Moldova (n. 1884)
- 29 octombrie: Emerich Vogl, 66 ani, fotbalist și antrenor român (n. 1905)
- 30 octombrie: Lucian Valeriu Bologa, 78 ani, medic român (n. 1892)
- 25 noiembrie: Hank Mann (n. David William Lieberman), 84 ani, actor american (n. 1887)
- 28 noiembrie: Dimitrie Stelaru (n. Dumitru Petrescu), 54 ani, scriitor de literatură pentru copii, român (n. 1917)
- 30 noiembrie: Ilie Crețulescu, 79 ani, ofițer român (n. 1892)
- 5 decembrie: Gaito Gazdanov, 67 ani, scriitor rus (n. 1903)
- 10 decembrie: Mihail Miluță Gheorghiu, 74 ani, actor român (n. 1897)
- 12 decembrie: Frank Wolff (Walter Frank Hermann Wolff), 43 ani, actor american (n. 1928)
- 16 decembrie: Richard James Mulcahy, 85 ani, politician irlandez (n. 1886)
- 18 decembrie: Aleksandr Tvardovski, 61 ani, poet rus (n. 1910)
- 20 decembrie: Shigeyoshi Suzuki, 69 ani, fotbalist japonez (atacant), (n. 1902)
- 28 decembrie: Max Steiner (Maximilian Raoul Walter Steiner), 83 ani, compozitor american (n. 1888)
- 31 decembrie: Lucien Hubbard, 83 ani, producător american de film (n. 1888)

## Premii Nobel
- Fizică: Dennis Gabor (Ungaria)
- Chimie: Gerhard Herzberg (Canada)
- Medicină: Earl W Sutherland, jr. (SUA)
- Literatură: Pablo Neruda (Chile)
- Economie: Simon Kuznets (SUA)
- Pace: Willy Brandt (RFG)

Vezi și: Premiul Nobel